# لوكولوس
لوسيوس ليسينيوس لوكولوس (باللاتينية: Lucius Licinius Lucullus) (56/57 - 118 ق.م) جنرال وقُنصل روماني عُرف بدهائه العسكري، كان صديقًا مُقربًا للقائد والدكتاتور الروماني «لوسيوس سولا». على مدى أكثر من 20 عامًا من الخدمة العسكرية والحكومية المُستمرة تقريبًا، غزا الممالك الشرقية في سياق الحرب الميثريداتية الثالثة، وأظهر قيادة استثنائية في مواقف شتى، أشهرها أثناء حصار سيزيكوس بين 73-72 ق.م، وفي معركة تيغرانوسيرتا ضد مملكة أرمينيا عام 69 ق.م. تلقى أسلوب قيادته اهتمامًا واسعًا من قبل المُستشارين العسكريين، وتمت دراست حملاته كأمثلة على القيادة الفَذّة.
عاد «لوكولوس» إلى روما من الشرق مُجلجلًا بالغنائم، حتى اليوم لا يُمكن حساب القيمة الهائلة من الكنوز والمجوهرات والعبيد التي عاد بها بشكل كامل. عند عودته، ضخ «لوكولوس» مبالغ طائلة في مشاريع البناء الخاصة وتربية الأحياء المائية والزراعة الحيوانية، التي صدمت وأذهلت مُعاصريه. كما رعى الفنون والعلوم ببذخ، وحوّل تركته الموروثة في مُرتفعات توسكولوم إلى مُجمع ومكتبة للعلماء والفلاسفة. قام ببناء "هورتي لوكولاني" الشهير (تُعرف اليوم بقصر وحدائق لوكولوس) في روما، وأصبح مُبتكرًا ثقافيًا في نشر الثروة الإمبراطورية. توفي في شتاء 57-56 ق.م  ودُفن في منزل العائلة بالقرب من توسكولوم.

## في المصادر المُعاصرة
تم تضمين «لوكولوس» في مجموعات السيرة الذاتية للجنرالات والسياسيين الرومان البارزين، والتي نشأت في مُلخص سير ذاتية للرومان المشهورين نشره مُعاصره المؤرخ «ماركوس فارو». نجت اليوم سيرتان ذاتية لـ «لوكولوس»، واحدة لـ «بلوتارخ» في سلسلته الشهيرة "حيوات موازية"، حيث يتم إقران «لوكولوس» مع السياسي الأرستقراطي الأثيني والإستراتيجوس «كيمون»، والثانية في كتاب "على الرجال اللامعين"، من تأليف مؤرخ مُتأخر غير معروف، المصادر الرئيسية لهذا الكتاب تعود إلى «فارو» وخلفه، «غايوس هايجينوس».

## الأسرة
كان «لوكولوس» عضوًا في عائلة الليسينيا البارزة، وفي عائلة لوكولي، التي ربما تنحدر من نُبلاء توسكولوم القديمة. كان حفيد «لوسيوس ليسينيوس لوكولوس»، قُنصل عام 151 ق.م، وابن «لوسيوس ليسينيوس لوكولوس»، بريتور عام 104 ق.م.
كانت عائلة والدته «كايسيليا ميتيلا»، عائلة نشيطة قوية في ذروة نجاحها وتأثيرها في الربع الأخير من القرن الثاني قبل الميلاد عندما ولد «لوكولوس». كانت أصغر أبناء «لوسيوس متلوس كالفوس» قُنصل عام 142 ق.م ورقيب عام 115-114 ق.م، والأخت غير الشقيقة لاثنين من أهم أعضاء مجلس الشيوخ المؤثرين، «كوينتوس كيسيليوس متلوس» قُنصل عام 109 ق.م ورقيب عام 102 ق.م و«لوسيوس متلوس ديلماتيكوس» قُنصل عام 119 والحبر الأعظم، كان الأخير أيضًا والد زوجة «لوسيوس سولا» الثالثة «كايسيليا ميتيلا».

## السيرة

### أطول كويستور، 88-80 ق.م
تم انتخاب «لوكولوس» كويستور في شتاء 89-88 ق.م خلال نفس الانتخابات التي تم فيها اختيار «سولا» قُنصلًا مع صديقه «كوينتوس بومبيوس روفوس» (الذي كان ابنه متزوجًا من ابنة «سولا» الكبر، «كورنيليا»). ربما كان «لوكولوس» هو الكويستور المذكور باعتباره الضابط الوحيد في جيش «سولا» الذي أمكنه تحمل مُرافقة القنصل عندما سار إلى روما.
في خريف العام نفسه، أرسل «سولا» «لوكولوس» إلى اليونان لتقييم الوضع بينما أشرف بنفسه على تجهيز جيشه. وصل «لوكولوس» إلى اليونان وتولى المسؤولية من «كوينتوس بروتيوس سورا» الذي كان قادرًا على وقف غزو ميثريداتيك في شمال اليونان.
عندما وصل «سولا» مع الجيش الرئيسي، خدمه «لوكولوس» بصفة كويستور مرة أخرى؛ قام بسك الأموال التي تم استخدامها خلال الحرب ضد «ميثريدس السادس» في جنوب اليونان (87-86 ق.م). حملت الأموال التي سكها «لوكولوس»، حسب العرف الروماني، اسمه "لوكولا".

### المُغامرة البحرية، 86-85 ق.م

الدول والمدن في الشرق الأوسط واليونان والأناضول إبان اندلاع الحرب الميثراداتية الأولى عام 89 ق.م، كان توسع مملكة البُنطس (أخضر) في الأناضول سببًا في اندلاع الحروب الميثريداتية بينها وبين الجمهورية الرومانية (أحمر).

عندما كان الحصار الروماني لأثينا قاب قوسين او أدنى من الناجح، بدأ اهتمام «سولا» الاستراتيجي بالتركيز بشكل أوسع على العمليات اللاحقة ضد قوات مملكة البُنطس الرئيسية، ومحاربة سيطرة «ميثريدس السادس» على الممرات البحرية. لذلك أرسل «لوكولوس» لجمع أسطول كبير من حُلفاء روما الوواقعين على طول الساحل الشرقي للبحر الأبيض المتوسط، أولاً إلى الدول المهمة ولكن المُضطربة حاليًا في مصر البطلمية وشحات. انطلق «لوكولوس» من بيرايوس في مُنتصف الشتاء 87-6 ق.م مع ثلاثة يخوت يونانية وثلاثة سُفن حربية روديانية خفيفة، على أمل الأنزلاق من القوة البحرية السائدة لأساطيل البُنطس وحلفائهم بالسرعة والاستفادة من شروط الإبحار السيئة هذه. نزل في جزيرة كريت، ويقال إنه نجح بجلب سُكان مُدنها إلى الجانب الروماني. من هُناك عبر إلى شحات حيث كانت المُستعمرة اليونانية الشهيرة في إفريقيا في حالة يُرثى لها بعد حرب أهلية شرسة ومرهقة استمرت قرابة سبع سنوات. يبدو أن وصول «لوكولوس» قد وضع نهاية مُتأخرة لهذا الصراع الرهيب، كأول حضور روماني رسمي هُناك منذ رحيل الحاكم «كايوس كلوديوس بولشر»، الذي ترأس التأسيس الإداري الأولي في الجمهورية الرومانية في عام 94 ق.م. ثم أبحر إلى مصر لمحاولة تأمين السفن من الملك «بطليموس التاسع». في الإسكندرية، عاصمة مصر البطلمية، تم استقباله بشكل جيد، ولكن لم يحصل هناك على المعونة التي رجاها، كون «بطليموس» قد قرر الحياد في الحرب القائمة بين روما ومملكة البُنطس. من الإسكندرية أبحر «لوكولوس» إلى قُبرص؛ هربًا من القراصنة، غير مساره إلى رودوس (حليف روما البحري)، زوده الروديون بسفن إضافية. في المياه القريبة من أسطول رودوس هزم «لوكولوس» كتيبة بُنطسية. ثم قام بتأمين كنيدوس وكوس، وطرد جيش «ميثريدس» من خيوس، وهاجم ساموس. من هُناك كان يعمل في طريقه إلى الشمال. حقق «لوكولوس» نصر آخر في خليج ليكتون. من ليكتون أبحر «لوكولوس» إلى جزيرة تينيدوس حيث كان أسطول «ميثريدس» في الانتظار.
بعد أن هزم «لوكولوس» الأدميرال البنطي «نيوبتوليموس» في معركة جزيرة تينيدوس، ساعد «سولا» في عبور بحر إيجة إلى آسيا. بعد اتفاقية السلام، بقي «لوكولوس» في آسيا وجمع العقوبة المالية التي فرضها «سولا» على مُقاطعاتها بسبب التمرد. ومع ذلك، حاول «لوكولوس» تخفيف عبء هذه الضريبة.

### أعقاب الحرب الميثريداتية الأولى
يشتهر «لوكولوس» بإدارته السمحة لمقاطعة آسيا؛ لقد تمكن من تهدئة الرعايا الآسيويين المُستائين، شُبه المتمردين، وإقامة قدر يسير من السلام. عندما بدأ الحاكم الروماني في آسيا، «لوسيوس ليسينيوس مورينا»، الحرب القصيرة، المُسماة بالحرب الميثراداتية الثانية (83-81 ق.م)، لم يتورط «لوكولوس».
عندما تمردت ميتيليني، عاصمة جزيرة ليسبوس، خلال إدارة «لوكولوس» في آسيا. حاول «لوكولوس» حل النزاع مُستعملًا الدبلوماسية، ولكن بعد أن نفذت منه السُبل هاجم المدينة، وهزم ميليشياتها في معركة ضارية أمام أسوارها وبدأ حصارًا. بعد مرور بعض الوقت، تظاهر «لوكولوس» بالتخلي عن الحصار وأبحر بعيدًا. عندما دخل الميتينيون إلى بقايا مُعسكره، نصب لهم «لوكولوس» كمينًا مما أسفر عن مقتل 500 منهم وأسر 6000.

### العودة إلى الغرب، 80-74 ق.م
عاد «لوكولوس» الى روما في عام 80 ق.م وانتخب إيديل لسنة 79، جنبًا إلى جنب مع شقيقه «ماركوس تيرينتيوس فارو لوكولوس».
الجزء الأكثر غموضًا في حياة «لوكولوس» المهنية هو العام الذي أمضاه كبريتور في روما، تليها قيادته لأفريقيا الرومانية، والتي ربما استمرت لمدة عامين في المُعتاد لهذه المقاطعة في فترة ما بعد «سولا». تتجاهل سيرة «بلوتارخ» هذه الفترة تمامًا، من 78 ق.م إلى 75 ق.م، حيث قفزت من وفاة «سولا» إلى قنصلية «لوكولوس». ومع ذلك، يذكر «شيشرون» بإيجاز رئاسته تليها القيادة الأفريقية، في حين أن السيرة اللاتينية الباقية، والتي كانت أقصر بكثير ولكنها سيرة ذاتية بالمعنى الحرفي أكثر من «بلوتارخ»، تُشير إلى أنه "حكم إفريقيا بأعلى درجات العدالة". هذا الأمر مُهم في إظهار «لوكولوس» وهو يؤدي الواجبات الإدارية العادية الأقل بريقًا لمسيرة عامة في التسلسل العرفي، وبالنظر إلى شهرته باعتباره فلهيليني، من أجل الاحترام الذي أظهره للشعوب الخاضعة التي لم تكن يونانية.
في هذه النواحي، تُظهر حياته المهنية المُبكرة طبيعة سخية وعادلة، ولكن أيضًا تقاليده السياسية على النقيض من مُعاصريه مثل «شيشرون» و«بومبيوس»، الذين كان الأول منهم دائمًا حريصًا على تجنب المسؤوليات الإدارية من أي نوع في المقاطعات الرومانية، بينما رفض «بومبيوس» كل جانب من جوانب الحياة المهنية العادية، وسعى إلى القيادة العسكرية الكبيرة في كل فرصة تناسبه، مع رفضه القيام بواجباته الاعتيادية في المُحافظات السلمية.
وقع حدثان بارزان أخران في 76 أو 75 ق.م بعد عودة «لوكولوس» من إفريقيا، زواجه من «كلوديا»، الابنة الصغرى «لأبيوس كلوديوس بولشر»، وشرائه لفيلا «غايوس ماريوس» الواقعة على قمة تل في خليج ميسينوم من «كورنيليا» ابنة «سولا» الكبرى.
كرس «سولا» ذكراه إلى «لوكولوس»، وعلى فراش موته جعله وصيًا على ابنه «فاوستوس» وابنته «فاوستا»، مُفضلاً أياه على «بومبيوس».

### لوكولس قُنصلًا
في 74 ق.م، شغل «لوكولوس» منصب قُنصل روما مع «ماركوس أوريليوس كوتا»، الأخ غير الشقيق «لأوريليا كوتا» والدة «يوليوس قيصر». أثناء توليه منصب القُنصل، دافع عن دستور «سولا» ضد جهود «لوسيوس كوينتيوس» الساعية لتقويضه. كذلك أيد نداء من «بومبيوس»، لشن حملة ضد المُتمرد «كوينتوس سيرتوريوس» في شبه الجزيرة الأيبيرية، من أجل الحصول على الأموال والتعزيزات. من المُحتمل أنه كان مُشتركًا أيضًا في قرار تحويل شحات إلى مُقاطعة رومانية.
في البداية، قام بترشيح غاليا كيسالبينا ليحكمها في القُرعة، لكنه نال قيليقية بعد وفاة حاكمها «لوسيوس أوكتافيوس»، وفقًا لتوصية من «برايسيا» (كانت مومس روماني مشهورة بتأثيرها في السياسة الرومانية). كما حصل على قيادة الحرب الميثراداتية الثالثة ضد «ميثريدس السادس» ملك البُنطس، قيادة كانت مرغوبة للغاية من قبل العديد من الأطراف، لحكم «ميثريدس» أراضي غنية جدًا.

### الحروب الشرقية، 73-67 ق.م
في طريقه إلى قيليقية، عسكر «لوكولوس» فيالقه في مكان ما في مُقاطعة آسيا. خطط في البداية للسير من آسيا إلى غرب قيليقية وبعدها يغزو مملكة البُنطس من الجنوب. في مقاطعة آسيا وجد فيالق البريفيكتوس «غايوس فلافيوس فيمبريا»، محاربين قدامى من الحروب الميثريداتية السابقة، في انتظاره. عند سماعه نبأ هزيمة زميله القُنصل «ماركوس أوريليوس كوتا»، شرع في تخفيف الحصار عن قواته في بيثينيا. كان على «لوكولوس» أن يقاتل «ميثريدس السادس» برًا وبحرًا، لذلك قام بحشد جيشًا عرمرمًا وبنا أيضًا أسطولًا من المدن اليونانية في آسيا. مع هذا الأسطول هزم أسطول العدو قبالة طروادة ثم قبالة ليمنوس. على الأرض، من خلال المناورات الدقيقة والدهاء، حاصر جيش «ميثريدس» في سيزيكوس. وفقًا لـ«بلوتارخ»، كان لدى «لوكولوس» 30.000 من المُشاة و 1600-2500 من الخيالة بينما ترددت شائعات عن أن «ميثريدس» كان لديه ما يصل إلى 300.000 رجل. نظرًا لأن التفوق العددي كال الى جانب «ميثريدس»، رفض «لوكولوس» خوض المعركة، لذلك قرر تجويع عدوه لإجباره على الاستسلام. قام «لوكولوس» بحصار جيش «ميثريدس» الضخم في شبه جزيرة سيزيكوس وترك المجاعة والطاعون يقومان بعمله نيابة عنه. تمكن «ميثريدس» من الهروب من حصار «لوكولوس»، الا أن معظم جنوده قد لقوا حتفهم في سيزيكوس.
حاول أسطول البُنطس الإبحار شرقًا إلى بحر إيجه، أعترض «لوكولوس» طريقهُم. استولى على مفرزة مُكونة من 13 سفينة بين جزيرة تينيدوس وميناء أخيون الرئيسي. غير أن القوة البونطية الرئيسية قد سحبت سُفنها إلى الشاطئ في موقع يصعب الاقتراب منه، وهو جزيرة نيي الصغيرة الواقعة بين ليمنوس وسيروس. أرسل «لوكولوس» مُشاته برًا عبر جزيرة نيي إلى مؤخرت العدو، مما أسفر عن مقتل العديد وإجبار الباقين على العودة إلى البحر. أغرق «لوكولوس» أو استولى على 32 سفينة من هذا الأسطول.
دمر «لوكولوس» جيش «ميثريدس» في بيثينيا ثم انتقل عبر غلاطية (التي كانت حليفًا لروما في ذلك الوقت) إلى مملكة البُنطس. كان حذرًا من الانخراط في اشتباك مُباشر مع «ميثريدس»، لتفوق خيالة الأخير. ومع ذلك، بعد عدة معارك صغيرة والعديد من المُناوشات، هزمه «لوكولوس» أخيرًا في معركة كابيرا. لم يطارد «ميثريدس» على الفور، بدلًا من ذلك أنهى أحتلال مملكة البُنطس وترتيب شؤون مُقاطعة آسيا. أدت مُحاولاته لإصلاح الإدارة الرومانية الجشعة في آسيا إلى تضاءل شعبيته بين الطبقة الأرستوقراطية في روما.
هرب «ميثريدس» إلى مملكة أرمينيا، وفي 71 ق.م، أرسل «لوكولوس» صهره «أبيوس كلوديوس بولكر» (القُنصل لاحقًا لسنة 54 ق.م) كمبعوث الى ملك الملوك الأرمينيين «ديكرانوس الكبير» للمُطالبة بتسليم ملك البُنطس «ميثريدس السادس». في الرسالة التي نقلها «أبيوس»، خاطب «لوكولوس» «ديكرانوس» ببساطة على أنه "ملك" (باسيليوس)، وهو أمر تلقاه «ديكرانوس» كإهانة، وربما قصده «لوكولوس» على هذا النحو من أجل استفزاز العاهل الأرمني الفخور إلى الحرب. يجادل بعض المؤرخين ضد هذا التفسير، بحجة أن «لوكولوس» كان يتصرف مثل فلهيليني نموذجي دون أي تعاطف مع مشاعر غير اليونانيين. ومع ذلك، دُحض هذا الأمر من خلال سلوك «لوكولوس» أثناء إدارته لمقاطعة أفريقيا (77-75 ق.م)، وهي فترة حياته المهنية المفقودة بشكل واضح من السيرة اليونانية لـ«بلوتارخ».

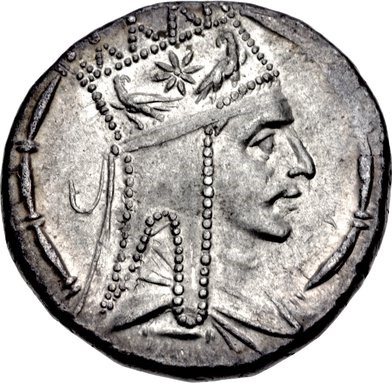
ملك ملوك الأرمن «ديكرانوس الكبير».

في عام 69 ق.م، غزا «لوكولوس» أرمينيا. بدأ حصارًا للعاصمة الإمبراطورية الأرمينية الجديدة تيغرانوسيرتا. عاد «ديكرانوس» من تطهير تمرد سلوقي في سوريا بجيش مُتمرس لم ينصع فرقًا بعد أن دمره «لوكولوس» بالكامل في معركة تيغرانوسيرتا. جرت هذه المعركة في نفس تاريخ (ما قبل التقويم اليولياني) الكارثة الرومانية في واقعة أراوسيو قبل 36 عامًا، في اليوم السابق لنونس من أكتوبر وفقًا لتقدير الوقت (أو 6 أكتوبر)، وهو 16 أكتوبر في التقويم اليولياني، سنة 69 ق.م. تراجع «ديكرانوس» إلى المناطق الشمالية من مملكته لتجميع جيش آخر والدفاع عن عاصمته الجديدة أرتاشات، بينما انتقل «لوكولوس» إلى الجنوب الشرقي إلى مملكة باقردا على حدود الإمبراطوريتين الأرمنية والفرثية. خلال شتاء 69-68 ق.م، بدأ الجانبان مُفاوضات مع الملك البارثي، «أرشك السادس عشر»، الذي كان يُدافع عن نفسه في الوقت الحالي ضد هجوم كبير يقوده مُنافسه «فراتس الثالث» القادم من باختر والشرق الأقصى. في صيف عام 68 ق.م، استأنف «لوكولوس» الحرب ضد «ديكرانوس»، وعبر سلسلة جبال طوروس المضادة في مسيرة طويلة عبر طريق جبلي صعب للغاية موجه إلى العاصمة الأرمنية القديمة أرتاشات. وقعت معركة كبرى بالقرب من نهر مراد، حيث هزم «لوكولوس» مرة أخرى الجيش الأرمني. ومع ذلك، فقد أخطأ في تقدير الوقت اللازم للحملة داخل الأراضي الأرمينية، حيث كان الطقس الجيد قصيرًا بشكل غير عادي، وعندما سقطت الثلوج الأولى في وقت قريب من الاعتدال الخريفي، تمرد جيشه ورفض التقدم أكثر. قادهم «لوكولوس» إلى الجنوب إلى الأجواء الأكثر دفئًا في شمال بلاد الرافدين ولم يواجه أي مشكلة من قواته هناك على الرغم من تعيينه لهم المُهمة الصعبة المُتمثلة بالاستيلاء على القلعة الأرمنية العظيمة لنصيبين، والتي تم اقتحامها بسرعة وأصبحت القاعدة الرومانية لشتاء 68- 67 ق.م.
في ذلك الشتاء، ترك «لوكولوس» جيشه في نصيبين، وأخذ مرافقة صغيرة، ولكن يبدو أنها عالية الحركة، وسافر إلى مقاطعة سوريا في محاولة لطرد «ديكرانوس» بشكل دائم من جميع أراضيه الجنوبية. كانت سوريا مُقاطعة أرمنية منذ 83 ق.م. بعد حوالي عقد من الزمان، أمضى الأمراء السلوقيون المطرودون عامين في روما (أحدهم على الأرجح أثناء ولاية «لوكولوس» في 74 ق.م) يضغطون على مجلس الشيوخ والأرستقراطية الرومانية لجعلهم (كسلوقيين شرعيين مع أم بطلمية) ملوكًا لمصر بدلاً من ملكها غير الشرعي «بطليموس الثاني عشر». على الرغم من أن هؤلاء الإخوة غادروا روما خالي الوفاض حوالي عام 72 ق.م، إلا أن محنتهم لم تُنسى، وقد عين «لوكولوس» أحدهم كملك لمقاطعة سوريا، «أنطيوخوس الثالث عشر»، المعروف باسم "آسياتيكوس" بسبب الوقت الذي أمضاه في مقاطعة آسيا الرومانية. رافقه صديق «لوكولوس» القديم «أنطيوخس الأشقلوني» في هذه الرحلة وتوفي في أنطاكية. ومع ذلك، في غيابه، تم تقويض سُلطته على جيشه في نصيبين بشكل خطير من قبل أصغر الإخوة كلوديان، «بوبليوس كلوديوس بولكر»، الذي كان يتصرف على ما يبدو لصالح «بومبيوس»، الذي كان حريصًا على خلافة «لوكولوس» في قيادة الحرب الميثراداتية.
على الرغم من كونه صهر «لوكولوس»، كان «بوبليوس» أيضًا أخويًا في شكل ما (سواء كان ابن عم أول أو شقيق رحمي) من زوجة «بومبيوس» «موسيا تيرتيا». أدت الحملات الطويلة والصعوبات التي عانت منها قوات «لوكولوس» لسنوات، إلى جانب الافتقار الملحوظ للغنائم، إلى زيادة العصيان. ربما يكون قدامى المحاربين الأكثر جرأة قد شجعهم قبول وتسامُح «لوكولوس» المُعتدل نسبيًا لأول تمرد مفتوح لهم في تابلاند في الخريف الماضي، وخاصة ما يسمى بـ"فيلق فيمبريا" الذين قتلوا قائدهم الأول «لوسيوس فاليريوس فلاكوس» وتخلوا عن قائدهم الثاني «جايوس فلافيوس فيمبريا». بتحريض من «بوبليوس»، حدثت سلسلة من المظاهرات ضد القائد في غيابه وبحلول وقت عودته كان قد فقد السيطرة على جيشه إلى حد كبير ولم يتمكن من إجراء المزيد من العمليات الهجومية. بالإضافة إلى ذلك، عاد «ميثريدس السادس» إلى مملكته خلال نفس الشتاء، وسحق قوة الحامية التي تركها «لوكولوس» هناك تحت مرافقيه «سورناتيوس باربا» و«فابيوس هادريانوس». لم يُترك لـ«لوكولوس» أي خيار سوى التراجع إلى بُنْطُس وكابادوكيا وهو ما فعله في ربيع عام 67 ق.م.
في عام 66 ق.م، مع رفض غالبية قوات «لوكولوس» علانية الانصياع لأوامره، لكنهم وافقوا على الدفاع عن المواقع الرومانية من الهجوم، أرسل مجلس الشيوخ «بومبيوس» لتولي القيادة عن «لوكولوس»، وعند هذه النقطة عاد «لوكولوس» إلى روما.

### السنوات الأخيرة، 66-57 ق.م
استمرت المعارضة له عند عودته. في غيابه، اغتصب «بومبيوس» بشكل مُخجل الوصايا على أطفال «سولا»، والآن في غياب «بومبيوس»، نسق حليف الأخير «غايوس ميميوس» مُعارضة لطلب «لوكولوس» بنيل "احتفال نصر" أبان عودته. ألقى «ميميوس» أربعة خطابات على الأقل، أثبت فيها العداء تجاه «لوكولوس»، أثار أنصار «بومبيوس» الكراهية تجاه «لوكولوس» لدرجة أن القانون الروماني الذي ينص على عقد "احتفال النصر" قد تم تعليقه لمدة ثلاث سنوات. في هذه الفترة، أُجبر «لوكولوس» على الإقامة خارج البوميريوم، مما قلص من مُشاركته في السياسة اليومية لروما.

بدلاً من العودة بالكامل إلى الحياة السياسية (على الرغم من أنه، بصفته صديقًا لـ«شيشرون»، فقد أُستشير في بعض القضايا ) تقاعد في الغالب لقضاء وقت فراغه بصورة مُترفة، أو على حد تعبير «بلوتارخ»:
استقال من الشؤون العامة وهجرها، إما لأنه رأى أنها كانت بالفعل خارجة عن السيطرة المُناسبة، أو كما يقول البعض، كونه قد نالَ من المجد أوجه، وشعر أن حياته التي كانت مليئة بالنضال والكدح جعلته يميل في أواخرها إلى السهولة والرفاهية ... كانت حياة «لوكولوس»، كما في الكوميديا القديمة، يقرأ المرء في الجزء الأول فيها من الإجراءات السياسية والأوامر العسكرية، وفي الجزء الأخير من نوبات الشرب والمآدب، ويمر بمسارات الاحتفالات، والسباقات، وكل أنواع الطيش والعبث.
استخدم «لوكولوس» الكنز الهائل الذي جمعه خلال حروبه في الشرق ليعيش حياة الرفاهية. كان لديه عدة فيلات فاخرة معروفة:
- حدائق «لوكولوس» في روما.
- فيلا «لوكولوس» الواسعة بالقرب من نابولي.
- المشهور بالقرب من توسكولوم.
- واحد على نتوء المسنوم.[37]
- واحدة في جزيرة نيسيدا في خليج نابولي.

ويقال أنه أدخل الكرز الحامض إلى إيطاليا. تضم المنطقة القريبة من نيابوليس برك أسماك وامتدادات ارضية من صنع الإنسان في البحر، قال «بليني الأكبر» و«فليليوس باتركولوس» إن «بومبيوس» قد أشارا كثيرًا إلى «لوكولوس» على أنه "خشايارشا يرتدي توجة".
نال «لوكولوس» "حفل نصره" أخيرًا في عام 63 ق.م بفضل جزء صغير من المناورات السياسية لكل من «كاتو» و«شيشرون». تم تذكر هذا الحفل في الغالب بسبب تغطيته لسيرك فلامينيوس بأذرع الأعداء الذين واجههم خلال حملاته العسكرية.

## حياة الرفاهية
اشتهر «لوكولوس» بولائِمه لدرجة أن كلمة "lucullan" "لوكولان" في اللُغة الأنجليزية تعني الفخامة والرفاهية والذواقة.

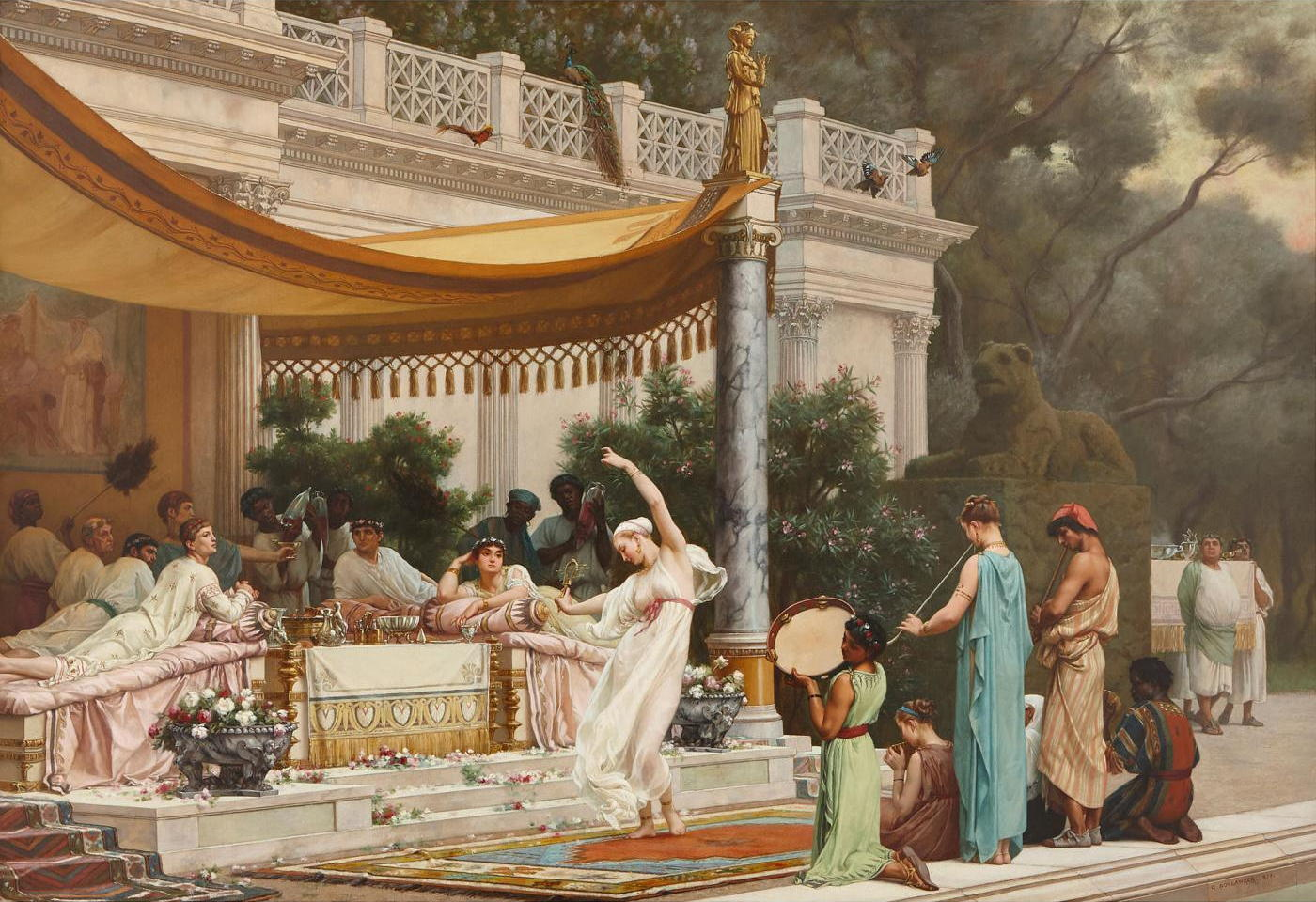
وليمة صيفية في منزل لوكولوس، بريشة «غوستاف بوولنجر» 1877، مُلكية خاصة.

ذات مرة، نجح «شيشرون» و«بومبيوس» في دعوة نفسيهما لتناول العشاء مع «لوكولوس»، ولكن بدافع الفضول لمعرفة نوع الوجبة التي يتناولها «لوكولوس» عندما يكون بمفرده، منعاه من التواصل مع عبيده فيما يتعلق بتحضير الطعام لضيوفه. ومع ذلك، تفوق «لوكولوس» عليهم، ونجح في جعل «شيشرون» و«بومبيوس» يسمحان له بتحديد الغرفة التي سيتناول فيها الطعام. وأمر أن يخدمه عبيده في غرفة أبولو، مع العلم أن طاقم خدمته قد تم تعليمهم مُسبقًا التفاصيل المُحددة للخدمة التي يتم توقعها لكل غرفة من غرف الطعام الخاصة به، نظرًا لأن المبلغ القياسي المحدد الذي يجب دفعه لأي عشاء مُعين في غرفة أبولو كان المبلغ الكبير البالغ 50000 دراخما، وجد «شيشرون» و«بومبيوس» نفسيهما في وقت قصير أمام وليمة فاخرة بشكل غير أعتيادي.
في مُناسبة أخرى، تقول الحكاية أن مضيفه، عندما سمع أنه لن يستقبل ضيوفًا على العشاء، قدم وجبة تكفي لشخص واحد لم تكُن مُثيرة للإعجاب بشكل خاص. وبخه «لوكولوس» قائلاً: "ماذا، لم تكن تعلم، إذن، أن لوكولوس اليوم يأكل مع لوكولوس؟".
من بين مُساهمات «لوكولوس» الأخرى في مجال الأطعمة الفاخرة، كان مسؤولاً عن أدخال (نوع من) الكرز الحلو والمشمش إلى روما، وتطوير مرافق رئيسية لتربية الأحياء المائية، وكونه الشخص الوحيد في روما الذي لديه القدرة على توفير السُّمْنَةُ لأغراض تذوق الطعام في كل موسم، لامتلاكه حظائر تسمين خاصة به. دعا «شيشرون» ذات مرة «لوكولوس» "بيسكيناريوس" - مُربي الأسماكْ.
من بين النباتات الصالحة للأكل المُختلفة المرتبطة بـ «لوكولوس» صنف من نبات السلق السويسري (Beta vulgaris)؛ الذي أطلق عليه اسم "Lucullus" تكريما له.

## لوكولوس والتعليم العالي
كان «لوكولوس» ضليعًا باللغة اللاتينية واليونانية، وأظهر اهتمامًا شديدًا بالأدب والفلسفة منذ سن الرُشد. أقام صداقات طويلة الأمد مع الشاعر اليوناني «أركياس السوري»، الذي هاجر إلى روما حوالي 102 ق.م، ومع أحد الفلاسفة الأكاديميين البارزين في ذلك الوقت، «أنطيوخس الأشقلوني».
خلال فترة تأخره الطويلة في القصر الملكي بالإسكندرية في صيف عام 86 ق.م، شهد «لوكولوس» بداية الانقسام الكبير في الأكاديمية الأفلاطونية في القرن الأول قبل الميلاد، وهو ما يُسمى بـ"قضية سوسوس". تلقى صديقه ورفيقه «أنطيوخس الأشقلوني»، كما هو واضح من مكتبة الإسكندرية، نُسخة من عمل لمُعلم الأكاديمية، «فيلو من لاريسا»، مُتطرفًا في موقفه المُتشكك لدرجة أن «أنطيوخوس» كان مُنزعجًا بدرجة كافية للشك في نسب التأليف إلى أستاذه القديم. لكن تلاميذ «فيلو» الأكثر حداثة، وعلى رأسهم «هيراقليطوس من صور»، تمكنوا من التأكيد له على أصالة الكتاب. قام «أنطيوخوس» و «هيراقليطوس» بتشريح مُطول للعمل في حضور «لوكولوس»، وفي الأسابيع التالية بينما استمر الفريق الروماني في انتظار وصول الملك من الجنوب، قام «أنطيوخوس» بتأليف جدال قوي ضد «فيلو» بعنوان "سوسوس"، والذي كان علامة على قطعه النهائي لما اسماه «فيلو» بـ "الأكاديمية المُتشككة"، وبداية مدرسة مُنفصلة، أكثر تحفظًا، سُميت في النهاية بالأكاديمية القديمة.

## الزيجات
تزوج «لوكولوس» من «كلوديا» (واحدة من بنات «أبيوس كلوديوس بولشر» قُنصل سنة 79 ق.م) في أوائل عام 76 ق.م. أنجب منها ابنة وربما ابن مُتماثل الاسم. طلقها حوالي عام 66 ق.م، عند عودته إلى روما بعد احتكاك في مقاطعة آسيا مع شقيقها، «بوبليوس كلوديوس بولشر».
تزوج من «سيرفيليا»، ابنة «ليفيا» و«كوينتوس سيرفيليوس كايبيو» (كويستور سنة 103 ق.م)، أخت «سيرفيليا» (والدة «بروتس»)، والأخت غير الشقيقة لـ«كاتو الأصغر»، أشتهرت بأخلاقها الفضفاضة، لأنها خانته، أجبر نفسه على البقاء معها احتراما لأخوها غير الشقيق «كاتو». كان لديهم ابن اسمه «ماركوس». عندما مات جعل «كاتو» وصيًا على الصبي.

## أخر ايامه
أفاد «بلوتارخ» أن «لوكولوس» قد فقد عقله قرب نهاية حياته، وظهرت بشكل مُتقطع علامات الجنون مع تقدمه في العمر. ومع ذلك، يبدو أن «بلوتارخ» مُتناقض إلى حد ما بشأن ما إذا كان الجنون الظاهر هو في الواقع نتيجة لتناوله "جُرعة حُب" مزعومة أو سبب آخر يُمكن تفسيره، مُلمحًا إلى أن تدهوره العقلي المزعوم (وانسحابه المُصاحب من الشؤون العامة) رُبما كان على الأقل جزئيًا مزيفًا بشكل ملائم من أجل الحماية الذاتية ضد الصعود الجديد لخصومه السياسيين إلى السُلطة، مثل الحزب الشعبي، في وقت كانت فيه الرهانات السياسية غالبًا ما تكون الفرق بين الحياة والموت. أشرف «ماركوس» شقيق «لوكولوس» على جنازته.
يقع قبره بالقرب من فيلته في توسكولوم.